# یونکرس یوت ۱
یونکرس یوت ۱ (به انگلیسی: Junkers J 1) یک هواگرد ساختِ کارخانهٔ یونکرس در کشور آلمان است که در سال ۱۹۱۵ ساخته شد. این هواگرد برای نخستین بار در ۱۸ ژانویه ۱۹۱۶ میلادی مورد استفاده قرار گرفت.